# Silene lenkoranica
Silene lenkoranica är en nejlikväxtart som beskrevs av Lazkov. Silene lenkoranica ingår i släktet glimmar, och familjen nejlikväxter. Inga underarter finns listade i Catalogue of Life.